# Biblioteka Polska w Chicago
Biblioteka Polska w Chicago, Biblioteka Muzeum Polskiego w Ameryce – placówka biblioteczna założona w 1915 przez Zjednoczenie Polskie Rzymsko-Katolickie w Ameryce (ang. Polish Roman Catholic Union of America)

## Historia
W marcu 1913 roku powstał komitet złożony z członków Zjednoczenia Polskiego Rzymsko-Katolickiego w Ameryce, którego zadaniem była organizacja biblioteki i zakup do niej książek. W jego skład weszli: księża Władysław Zapała, Thomas Bona, Władysław Krakowski oraz Franciszek S. Barć, dr Karol H. Wachtl, Nikodem L. Piotrowski i Zofia Warszewska. Książki zakupiono w 1914 roku. 
Otwarcie biblioteki miało miejsce 18 kwietnia 1915 roku. Ksiądz Jan Obyrtacz poświęcił lokal biblioteki w zbudowanym w 1913 roku budynku Zjednoczenia. W latach 1917–1919 bibliotekę finansował Komitet Pomocy Edukacyjnej Zjednoczenia. W 1913 roku opublikowano katalog Biblioteki Polskiego Związku Rzymskokatolickiego w Stanach Zjednoczonych.   
Na posiedzeniu zarządu w dniu 14 października 1935 pojęto decyzję o włączeniu biblioteki do powstającego Muzeum. Biblioteka pierwotnie mieściła się razem z Muzeum i Archiwum na drugim piętrze gmachu Zjednoczenia, w obecnej Sali Paderewskiego.
Podczas II wojny światowej biblioteka udostępniała mapy przedstawicielom rządu i Sił Zbrojnych Stanów Zjednoczonych oraz przygotowywała opracowania o Polsce. Prowadzono również szkoleniu żołnierzy amerykańskich polskiego pochodzenia z języka, kultury, historii, geografii i wiedzy o Polsce. Udostępniano również Federalnemu Biuru Śledczemu informacje o Polakach w Ameryce, historii i tradycji Polonii.

## Bibliotekarze
Pierwszym bibliotekarzem był Władysław Kocwa, a później funkcję tę pełnił Franciszek X. Medwecki. W 1934 roku bibliotekarzem został Miecislaus Haiman. Przekazał on swoją prywatną kolekcję książek o Polonii i Polsce, która stała się podstawą do stworzenia archiwum polonijnego. Po jego śmierci biblioteka do 1970 roku nie miała stałego opiekuna. W 1970 roku został nim franciszkanin Donald Biliński, który pełnił tę funkcję do 1986 roku. Skatalogował on zbiory w UKD. Jego pracę kontynuowała do 1993 roku Maria Karpowicz. W 1995 roku bibliotekarką została Małgorzata Kot.

## Zbiory
W momencie otwarcia jej zbiory liczyły ponad 4 tys. woluminów. Podzielone je na część stałą i "ruchomą". Oznaczało to, że część książek po złożeniu kaucji i depozytu można było wypożyczyć w lokalu biblioteki, a druga część "ruchoma" podróżowała poza Chicago i była udostępniana przez lokalne towarzystwa. Mogły one na trzy miesiące wypożyczyć książki. Koszt przesyłki był pokrywany przez lokalne towarzystwo, a koszt zwrotu pokrywała biblioteka. Książki były wysyłane w specjalnie na ten cel przygotowanej skrzyni. Za wypożyczenie książek i zwrot przez jego członków odpowiadało lokalne towarzystwo, które musiało podpisać specjalną deklarację, wybrać bibliotekarza na którego adres były wysyłane książki i dbać o terminowy ich zwrot. Oryginalna biblioteka to książki oprawione w czarną skórę z wytłoczoną pieczęcią Związku Polskiego Rzymskokatolickiego. Zachowały się do dziś w zbiorach biblioteki i są przechowywane jako osobna kolekcja. 
Zbiory biblioteki liczą 51 000 woluminów i pochodzą głównie z darowizn, około 20% z zakupów i 10% z wymiany.  Składają się na nie książki w języku polskim takie jak: encyklopedie, słowniki, albumy i biografie, publikacje z historii, literatury i sztuki i inne. Większość księgozbioru to beletrystyka dla dorosłych, młodzieży i dzieci. 
Do najcenniejszych należy 67 woluminów z XVI, XVII i XVIII wieku. W zbiorem biblioteki, jako odrębna całość znajduje się Archiwum Polonica w którym jest 4000 woluminów podzielonych na Polonica w języku angielskim i Polonica Americana